# مسجد منطقة ابن زهر
مسجد منطقة ابن زهر أحد مساجد مدينة الرياض عاصمة المملكة العربية السعودية .

## الموقع
يقع مسجد منطقة ابن زهر في حي السفارات غرب مدينة الرياض عاصمة المملكة العربية السعودية، يعد مسجد منطقة ابن زهر أحد مساجد الأحياء الأربعة في حي السفارات .

## البناء
تبلغ مساحة المسجد 2145 متر مربع، وتبلغ طاقته الاستيعابية ما يربو على 850 مصلي في وقت واحد، تم افتتاح مسجد منطقة ابن زهر في الرابع والعشرين من شهر ذي القعدة عام 1406 هـ الموافق الحادي والثلاثين من شهر يونيو عام 1986، يحتوي المسجد بالإضافة لقاعة الصلاة على سكن للإمام وسكن للمؤذن، ومستودع للأثاث ومنطقة للخدمات المساندة، وأماكن للوضوء.

## الجوائز
فازت مساجد الأحياء الأربعة في حي السفارات بجائزة عبد اللطيف الفوزان لعمارة المساجد في دورتها الأولى، والتي تتكون من (مسجد منطقة ابن موسى ومسجد منطقة أبي بكر الكرخي ومسجد منطقة ابن زهر ومسجد منطقة أبي الوفاء البوزجاني)، وجرى توزيع الجوائز في 2014 الموافق 1435 هـ.